# Флак (округ)
Флак (англ. Flacq) — округ Маврикия, расположенный в восточной части острова Маврикий. По состоянию переписи 2010 года, численность населения составляет 140 294 человек. Район занимает площадь 297,9 км² и является самым большим в стране, плотность населения — 470,94 чел./км².